# Daniel Catán
Daniel Catán Porteny (México D.F., México, 3 de abril de 1949-Austin, Texas, Estados Unidos, 9 de abril de 2011), conocido como Daniel Catán, fue un músico, compositor y profesor mexicano. Resaltó particularmente su creación de óperas en español al repertorio internacional musical.

## Biografía
Estudió filosofía en la Universidad de Sussex y música en la Universidad de Southampton. Más tarde, se trasladó a Estados Unidos, donde completó sus estudios en composición en la Universidad de Princeton.  Sus profesores fueron Milton Babbitt, James K. Randall y Benjamin Boretz.
Daniel Catán fue el primer compositor mexicano cuyas óperas fueron representadas exitosamente en los Estados Unidos. La primera —La hija de Rappacini, escrita con el libretista Juan Tovar—, fue estrenada en el Palacio de Bellas Artes de Ciudad de México el 25 de abril de 1991. El éxito que esta obra tuvo en el país vecino, donde fue puesta en escena en 1994 por la San Diego Opera, motivó que la Houston Grand Opera le encargara una obra —Florencia en el Amazonas—, la primera en español encargada por una compañía estadounidense. Estrenada en 1996, fue llevada a la Ópera de Los Ángeles, de Seattle y a México D. F.
Además de óperas, compuso música orquestal, de cámara y para el cine.
En 1998 recibió el Premio Plácido Domingo por su contribución a la ópera y en el año 2000 obtuvo una Beca Guggenheim. 
Il Postino, su última obra, fue estrenada en el teatro de la Ópera de Los Ángeles en septiembre de 2010. Está basada en la pieza Ardiente paciencia, del chileno Antonio Skármeta. 
Catán fue también profesor, y promotor de talento musical mexicano en Estados Unidos entre ellos Juan Pablo Contreras Palomar. También fue investigador por lo que a lo largo de su vida publicó numerosos artículos sobre música y artes en las más importantes revistas literarias de México, donde varios de sus ensayos fueron reunidos en el libro Partitura inacabada.
Antes de morir, estaba trabajando en su nueva ópera, Meet John Doe, basada en la película homónima de 1941 que dirigió Frank Capra.
Daniel Catán falleció en Austin, Texas, el 8 de abril de 2011, el mismo día que Il Postino fuera estrenada en el Moores Opera Center de la University of Houston.
Después de la muerte del compositor, su viuda, Andrea Puente, impulsó la creación de la Fundación Daniel Catán, con sede en Los Ángeles, donde vivía la pareja.

## Obras

### Óperas
- Encuentro en el ocaso, libreto de Carlos Montemayor
- La hija de Rappaccini (1991), libreto de Juan Tovar basado en un cuento de Nathaniel Hawthorne y en una obra de teatro de Octavio Paz. En febrero de 2011 estrenó una nueva versión reducida a ópera de cámara para dos pianos, arpa y percusiones, que incluye arias y fragmentos que no se encuentran en la de 1991.
- Florencia en el Amazonas (1996), libreto de Marcela Fuentes-Berain basado en motivos de Gabriel García Márquez.
- Salsipuedes o el amor, la guerra y unas anchoas (2004), estreno europeo en el Teatro Hagen de Alemania (4 de abril del 2009).
- Il Postino, basada en la obra de teatro Ardiente paciencia, de Antonio Skármeta, libreto de Daniel Catán. Estreno: Teatro de la Ópera de Los Ángeles y Teatro Diana en México, el 23 de septiembre del 2010.
- Meet John Doe, ópera inconclusa basada en la película homónima de Frank Capra.

### Ballets
- Ausencia de flores, encargado para celebrar el centenario del nacimiento de José Clemente Orozco[1]

### Obras orquestales
- El árbol de la vida
- El vuelo del águila
- En un doblez del tiempo (1982)
- Tierra final, para soprano y orquesta; texto de Jorge Ruiz Dueñas
- Mariposa de obsidiana (1984), basada en un poema de Octavio Paz, para soprano, coro y orquesta (1984)
- Tu son, tu risa, tu sonrisa

### Música de cámara
- Encantamiento
- Cuando bailas Leonor

## Premios y distinciones
- Premio Plácido Domingo (1998)
- Beca Guggenheim (2000)